# Traité de Constantinople (1832)
Pour les articles homonymes, voir Traité de Constantinople.

Carte montrant le territoire original du royaume de Grèce comme fixé dans le Traité de 1832 (bleu foncé)

Le traité de Constantinople est le résultat de la conférence de Constantinople qui s'est ouverte en février 1832 entre les grandes puissances de l'époque (Royaume-Uni, France et Russie) et l'Empire ottoman.
Il fait suite au refus du futur Léopold Ier de Belgique d'assumer le trône grec. Celui-ci sera finalement attribué lors de la conférence de Londres de 1832, qui modifie pour la troisième fois le protocole de Londres au prince bavarois Otto Friedrich Ludwig von Wittelsbach.
Ce traité, via un dédommagement pécuniaire de l'Empire ottoman de 40 000 000 piastres pour sa perte de territoire, mit fin à la guerre d'indépendance grecque et posa les bases d'un État grec indépendant.